# 第一原理バンド計算
第一原理バンド計算（だいいちげんりバンドけいさん）は、実験結果に依らないで（第一原理）計算が遂行されるバンド計算である。第一原理電子構造計算、第一原理電子状態計算、あるいは単にバンド計算とも言う。
第一原理バンド計算手法には、様々なものがある。主に、擬ポテンシャル+平面波基底によるものと、全電子による電子状態計算手法とがある。全電子手法には、LMTO法、APW法、線形化 APW 法（LAPW法）、KKR法とそのフルポテンシャル版などがある。

## 擬ポテンシャル手法
- 擬ポテンシャル

## 全電子手法
- LMTO法
- NMTO法
- APW法
- LAPW法
- KKR法
- PAW法

## その他の手法
- コヒーレントポテンシャル近似（→KKR-CPA）
- カー・パリネロ法（≒第一原理分子動力学法）
- 第一原理経路積分分子動力学法
- 実空間法
- DFPT法